# デニス・ウィルソン
デニス・カール・ウィルソン（Dennis Carl Wilson, 1944年12月4日 - 1983年12月28日）は、アメリカ合衆国のミュージシャン。ザ・ビーチ・ボーイズの結成メンバーの一人。

## 人物
デニスはウィルソン兄弟の二番目であった。いとこのマイク・ラヴに促され、兄のブライアン・ウィルソンをさそってサーフ・ミュージックを演奏するバンドを結成した。ザ・ビーチ・ボーイズは1961年8月に父親のマレー・ウィルソンの手引きで結成され、直ちに大きな成功を獲得した。バンド名はカリフォルニア州のサーフィン文化から名付けられたが、バンドのメンバーで実際にサーフィンを行っていたのはデニスのみであった。ブライアンにサーフィンについての曲を書くように提案したのも彼である。
デニスは当初音楽的経験をほとんど持っていなかったが、ドラムの演奏を程なく習得した。しかしながら彼はセッション・ドラマーほどにブライアンの信頼は得られなかったので、レコーディングではハル・ブレインらに席を譲ることが多かった。それにもかかわらず、デニスはバンドのなかで最も人気を得、ステージ上でのセックス・シンボルとなった。
ブライアンのバンドにおける活動が停滞するようになった後、デニスは1968年からバンド内の重要な作曲家となった。彼のデビュー作は『フレンズ』B面に収録された「リトル・バード」であった。1970年にリリースされたアルバム『サンフラワー』での活躍は著しく、4曲もの優れた楽曲を提供してアルバムの完成度向上に大いに貢献した。なかでも「フォーエヴァー」は、彼の代表作となった。
1969年にシャロン・テート殺害事件が起こるが、当時デニスはチャールズ・マンソンの後見人であった。『20/20』に収録された「ネヴァー・ラーン・ノット・トゥ・ラヴ」はマンソンの曲をリメイクした物であったが、この一件でマンソンはデニスに対し報復を示唆した。このエピソードはデニスの余生に大きな影響を与えた。
1970年、モンテ・ヘルマン監督のロード・ムービー『断絶』のオーディションにジェームス・テイラーと共に合格、主役格のメカニック役で出演した。しかし、彼らをミュージシャンという先入観を持って見られるのを嫌った監督の意向で、当時音楽的に絶頂にあった二人の楽曲は採用されず、映画も高い評価を受ける一方難解な内容であったために興行的に振るわず、デニスはその後、俳優としてのキャリアを追求することはなかった。
1971年、酔った勢いでガラスに突っ込み、手に大怪我を負い、ドラムが叩けなくなってしまう。このことが要因で、バンドはリッキー・ファターをドラマーとして加入させる。デニスはリッキーが脱退する1974年まで、キーボード担当としてステージに立っていた。
1977年、ビーチ・ボーイズのメンバーで初となるソロ・アルバム『パシフィック・オーシャン・ブルー』をカリブー・レコードより発表。セールス的には振るわなかったものの、その重厚な内容は高く評価された。同作は2008年、未発表に終わった次作『バンブー』からの曲などを加えたレガシー・エディションとしてCD再発されている。
バンド内でのデニスとカールの音楽的進歩はバンドに大きな影響を与え、1980年代にビーチ・ボーイズは「アメリカン・バンド」として再び受け入れられることとなる。しかし、その後のバンドにおけるデニスの音楽的な貢献は、ドラッグやアルコールなどの悪影響もあり、限定的なものに留まった。1979年春にはマイク・ラヴをステージ上で公然と侮辱し、1年間除名処分となった。そのため1980年発表のビーチ・ボーイズのアルバム『キーピン・ザ・サマー・アライヴ』にはほとんど参加していない。
1983年12月28日、泥酔状態のデニスはロサンゼルスのマリーナ・デル・レイで友人の所有するヨット「エメラルド号」（当時窮乏していたデニスは自らのヨット「ハーモニー号」を売ってしまっていた）の甲板から海に飛び込み溺死。享年39。彼は1984年1月4日にカリフォルニアの沖合に葬られた。
彼はその死で年の離れた妻、ショーン・ラヴ（マイク・ラヴの非嫡出子）と幼い息子ゲージ・デニス・ウィルソン（1982年生）を遺した。デニスは四度結婚している。キャロル・フリードマンとの間に娘のジェニファー(他にキャロルの連れ子スコットがいる)、バーバラ・シャーレンとの間に二人の息子、マイケルとカールをもうけた。またロバート・ラムの妻であったカレン・ラムとも結婚歴があった。1970年代後半にはフリートウッド・マックのクリスティン・マクヴィーと同棲していたこともある。